# Leichtathletik-Länderkampf der Männer 1935 Finnland – Deutschland
| 3. Leichtathletik-Länderkampf mit deutscher Beteiligung 1935 | 3. Leichtathletik-Länderkampf mit deutscher Beteiligung 1935 |
| ------------------------------------------------------------ | ------------------------------------------------------------ |
|                                                              |                                                              |
| Länderkampfvergleich der Männer: Finnland – Deutschland      |                                                              |
| Austragungsort                                               | Helsinki                                                     |
| Wettbewerbe                                                  | 19                                                           |
| Datum                                                        | 24./25. August 1935                                          |
| 1. FIN 2. GER                                                | 103,5 Punkte 099,5 Punkte                                    |
| Chronik                                                      |                                                              |
| ← ENG-GER (M)                                                | GER-POL (Frauen) →                                           |

Im dritten Vergleich des Leichtathletik-Länderkampfjahrs 1935 vor der Länderkampfpause im folgenden Jahr trafen die deutschen Männer auf die starken finnischen Leichtathleten, die bei den Europameisterschaften des Vorjahres als zweitbeste Mannschaft hinter Deutschland abgeschnitten hatten. Im vergangenen Jahr hatte es in Berlin den ersten Vergleich zwischen den beiden Teams gegeben, den Deutschland für sich entschieden hatte. In diesem Jahr dagegen siegte in der finnischen Hauptstadt Helsinki am 24. und 25. August die Mannschaft aus Finnland knapp mit vier Punkten Vorsprung. 103,5 zu 99,5 Punkte lautete das Endresultat.

## Wettbewerbe
Auch in diesem Jahr wurden in dieser Begegnung mehr Wettbewerbe ausgetragen als ansonsten bei den Länderkämpfen mit deutscher Beteiligung üblich. Im Angebot stand mit Ausnahme des 3000-Meter-Hindernislaufs, des Marathonlaufs, des Gehens und des Zehnkampfs das komplette olympische Programm der Leichtathletik.

## Modus
Gewertet wurde nach dem später üblichen System. Einzeldisziplinen: Pl. 1: 5 P, Pl. 2: 3 P, …, Pl. 4: 1 P / Staffel: Pl. 1: 5 P, Pl. 2: 3 P.

## Ergebnis
Mit Ausnahme der Langstrecken, des 800-Meter-Laufs und des 110-Meter-Hürdenlaufs waren die deutschen Sportler in den Laufdisziplinen das stärkere Team. Auch beide Staffeln gingen an Deutschland. In den technischen Disziplinen dagegen waren die Finnen außer im Weitsprung und Kugelstoßen so überlegen, dass es für sie zum knappen Gesamterfolg reichte.

## Resultate

### 100 m
| Platz | Athlet           | Land | Zeit (s) |
| ----- | ---------------- | ---- | -------- |
| 1     | Wilhelm Leichum  | GER  | 10,9     |
| 2     | Erich Borchmeyer | GER  | 11,0     |
| 3     | Aarne Tamnisto   | FIN  | 11,1     |
| 4     | Paul Virtanen    | FIN  | 11,3     |

Datum: 24. August

### 200 m
| Platz | Athlet           | Land | Zeit (s) |
| ----- | ---------------- | ---- | -------- |
| 1     | Karl Neckermann  | GER  | 21,9     |
| 2     | Erich Borchmeyer | GER  | 22,0     |
| 3     | Aarne Tamnisto   | FIN  | 22,1     |
| 4     | Paul Virtanen    | FIN  | 22,3     |

Datum: 24. August

### 400 m
| Platz | Athlet          | Land | Zeit (s) |
| ----- | --------------- | ---- | -------- |
| 1     | Helmut Hamann   | GER  | 48,8     |
| 2     | Adolf Metzner   | GER  | 49,5     |
| 3     | Aku Räkköläinen | FIN  | 50,1     |
| 4     | Heikki Mäkinen  | FIN  | 50,7     |

Datum: 25. August

### 800 m
| Platz | Athlet       | Land | Zeit (min) |
| ----- | ------------ | ---- | ---------- |
| 1     | Ossi Teileri | FIN  | 1:52,8     |
| 2     | Emil Lang    | GER  | 1:53,8     |
| 3     | Lothar Fink  | GER  | 1:53,9     |
| 4     | Harri Larva  | FIN  | 1:56,8     |

Datum: 24. August

### 1500 m
| Platz | Athlet            | Land | Zeit (min) |
| ----- | ----------------- | ---- | ---------- |
| 1     | Fritz Schaumburg  | GER  | 3:54.5     |
| 2     | Ossi Teileri      | FIN  | 3:54.7     |
| 3     | Volmari Iso-Hollo | FIN  | 3:55.7     |
| 4     | Werner Böttcher   | GER  | 3:55,7     |

Datum: 25. August

### 5000 m
| Platz | Athlet           | Land | Zeit (min) |
| ----- | ---------------- | ---- | ---------- |
| 1     | Lauri Lehtinen   | FIN  | 14:51,9    |
| 2     | Lauri Virtanen   | FIN  | 14:51,9    |
| 3     | Max Syring       | GER  | 15:07,9    |
| 4     | Walter Schönrock | GER  | 15:57,6    |

Datum: 25. August

### 10.000 m
| Platz | Athlet          | Land | Zeit (min) |
| ----- | --------------- | ---- | ---------- |
| 1     | Ilmari Salminen | FIN  | 30:38,2    |
| 2     | Arvo Askola     | FIN  | 30:38,4    |
| 3     | Heinrich Haag   | GER  | 31:00,7    |
| 4     | Karl Kelm       | GER  | 31:54,3    |

Datum: 25. August

### 110 m Hürden
| Platz | Athlet           | Land | Zeit (s) |
| ----- | ---------------- | ---- | -------- |
| 1     | Bengt Sjöstedt   | FIN  | 14,6     |
| 2     | Willi Welscher   | GER  | 14,8     |
| 3     | Erwin Wegner     | GER  | 14,9     |
| 4     | Akilles Järvinen | FIN  | 15,2     |

Datum: 25. August

### 400 m Hürden
| Platz | Athlet        | Land | Zeit (s) |
| ----- | ------------- | ---- | -------- |
| 1     | Hans Scheele  | GER  | 54,2     |
| 2     | Erwin Wegner  | GER  | 54,4     |
| 3     | Yrjö Nora     | FIN  | 54,7     |
| 4     | Jukka Nuortio | FIN  | 56,3     |

Datum: 24. August

### 4 × 100 m Staffel
| Platz | Besetzung       | Land                                                             | Zeit (s) |
| ----- | --------------- | ---------------------------------------------------------------- | -------- |
| 1     | Deutsches Reich | Wilhelm Leichum Gerd Hornberger Karl Neckermann Erich Borchmeyer | 41,3     |
| 2     | Finnland        | Paul Virtanen Toivo Sariola Pentti Rintala Aarne Tamnisto        | 42,1     |

Datum: 24. August

### 4 × 400 m Staffel
| Platz | Besetzung       | Land                                                          | Zeit (min) |
| ----- | --------------- | ------------------------------------------------------------- | ---------- |
| 1     | Deutsches Reich | Franz Heimle Rudolf Klupsch Hans Scheele Helmut Hamann        | 3:17,4     |
| 2     | Finnland        | Einar Fabricius Heikki Mäkinen Aarne Tamnisto Aku Räkköläinen | 3:18,5     |

Datum: 25. August

### Hochsprung
| Platz | Athlet          | Land | Höhe (m) |
| ----- | --------------- | ---- | -------- |
| 1     | Kalevi Kotkas   | FIN  | 1,95     |
| 2     | Veikko Peräsalo | FIN  | 1,93     |
| 2     | Hans Martens    | GER  | 1,93     |
| 2     | Gustav Weinkötz | GER  | 1,93     |

Datum: 25. August

### Stabhochsprung
| Platz | Athlet         | Land | Höhe (m) |
| ----- | -------------- | ---- | -------- |
| 1     | John Lindroth  | FIN  | 4,00     |
| 2     | Julius Müller  | GER  | 3,90     |
| 3     | Fritz Hartmann | GER  | 3,80     |
| 3     | Aulis Reinikka | FIN  | 3,80     |

Datum: 24. August

### Weitsprung
| Platz | Athlet          | Land | Weite (m) |
| ----- | --------------- | ---- | --------- |
| 1     | Wilhelm Leichum | GER  | 7,59      |
| 2     | Martti Tolamo   | FIN  | 7,42      |
| 3     | Luz Long        | GER  | 7,40      |
| 4     | Aaro Laine      | FIN  | 7,23      |

Datum: 25. August

### Dreisprung
| Platz | Athlet         | Land | Weite (m) |
| ----- | -------------- | ---- | --------- |
| 1     | Onni Rajasaari | FIN  | 15,28     |
| 2     | Olavi Suomela  | FIN  | 14,98     |
| 3     | Erich Joch     | GER  | 14,66     |
| 4     | Willi Drechsel | GER  | 14,36     |

Datum: 24. August

### Kugelstoßen
| Platz | Athlet        | Land | Weite (m) |
| ----- | ------------- | ---- | --------- |
| 1     | Hans Woellke  | GER  | 16,15     |
| 2     | Sulo Bärlund  | FIN  | 15,74     |
| 3     | Risto Kuntsi  | FIN  | 15,40     |
| 4     | Gerhard Stöck | GER  | 14,74     |

Datum: 25. August

### Diskuswurf
| Platz | Athlet                | Land | Weite (m) |
| ----- | --------------------- | ---- | --------- |
| 1     | Kalevi Kotkas         | FIN  | 48,43     |
| 2     | Willy Schröder        | GER  | 46,75     |
| 3     | Eino Kenttä           | FIN  | 45,93     |
| 4     | Hans-Heinrich Sievert | GER  | 45,35     |

Datum: 24. August

### Hammerwurf
| Platz | Athlet        | Land | Weite (m) |
| ----- | ------------- | ---- | --------- |
| 1     | Ville Pörhölä | FIN  | 53,36     |
| 2     | Gösta Hannula | FIN  | 51,93     |
| 3     | Erwin Blask   | GER  | 50,44     |
| 4     | Johann Becker | GER  | 47,11     |

Datum: 24. August

### Speerwurf
| Platz | Athlet            | Land | Weite (m) |
| ----- | ----------------- | ---- | --------- |
| 1     | Matti Järvinen    | FIN  | 74,30     |
| 2     | Gerhard Stöck     | GER  | 73,96     |
| 3     | Matti Sippala     | FIN  | 67,69     |
| 4     | Gottfried Weimann | GER  | 65,56     |

Datum: 24. August

## Weblink
- TULOKSET: Maaottelu FIN-GER, Helsinki, Eläintarhan urheilukenttä, 24.–25.8.1935, ERGEBNISSE des Länderkampf FIN -D, Helsinki, 24.–25.8.1935, tilastopaja.eu/fi (finnisch), abgerufen am 22. Mai 2024